# 帕特里克·安德松
帕特里克·安德松（瑞典語：Patrik Andersson，1971年8月18日—），瑞典男子足球运动员，场上位置是后卫。他曾代表瑞典国家队参加1994年和2002年国际足联世界杯，其中1994年世界杯获得季军。